# 思山岭街道
思山岭街道，原名思山岭满族乡，是中华人民共和国辽宁省本溪市南芬区下辖的一个乡镇级行政单位。

## 行政区划
思山岭街道下辖以下地区：
思山岭村、南沟村、甬子峪村、财神庙村、三台子村、杨木沟村、黄柏峪村、三道河村和石湖村。